# Bujang (Bukit)
Bujang is een bestuurslaag in het regentschap Bener Meriah van de provincie Atjeh, Indonesië. Bujang telt 446 inwoners (volkstelling 2010).